# Simca 1000

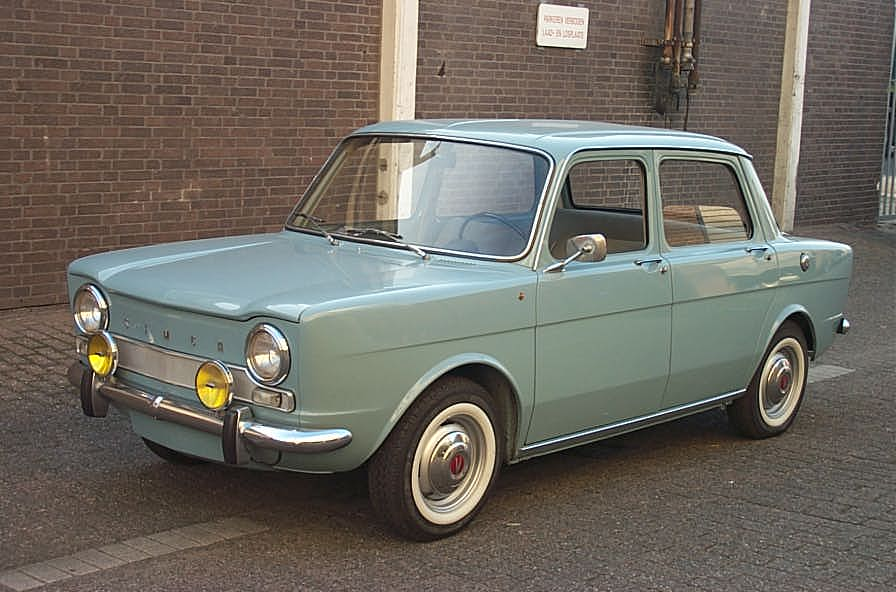
Simca 1000; versie 1

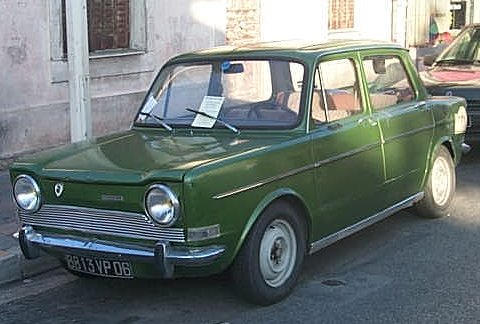
Simca 1000; versie 2

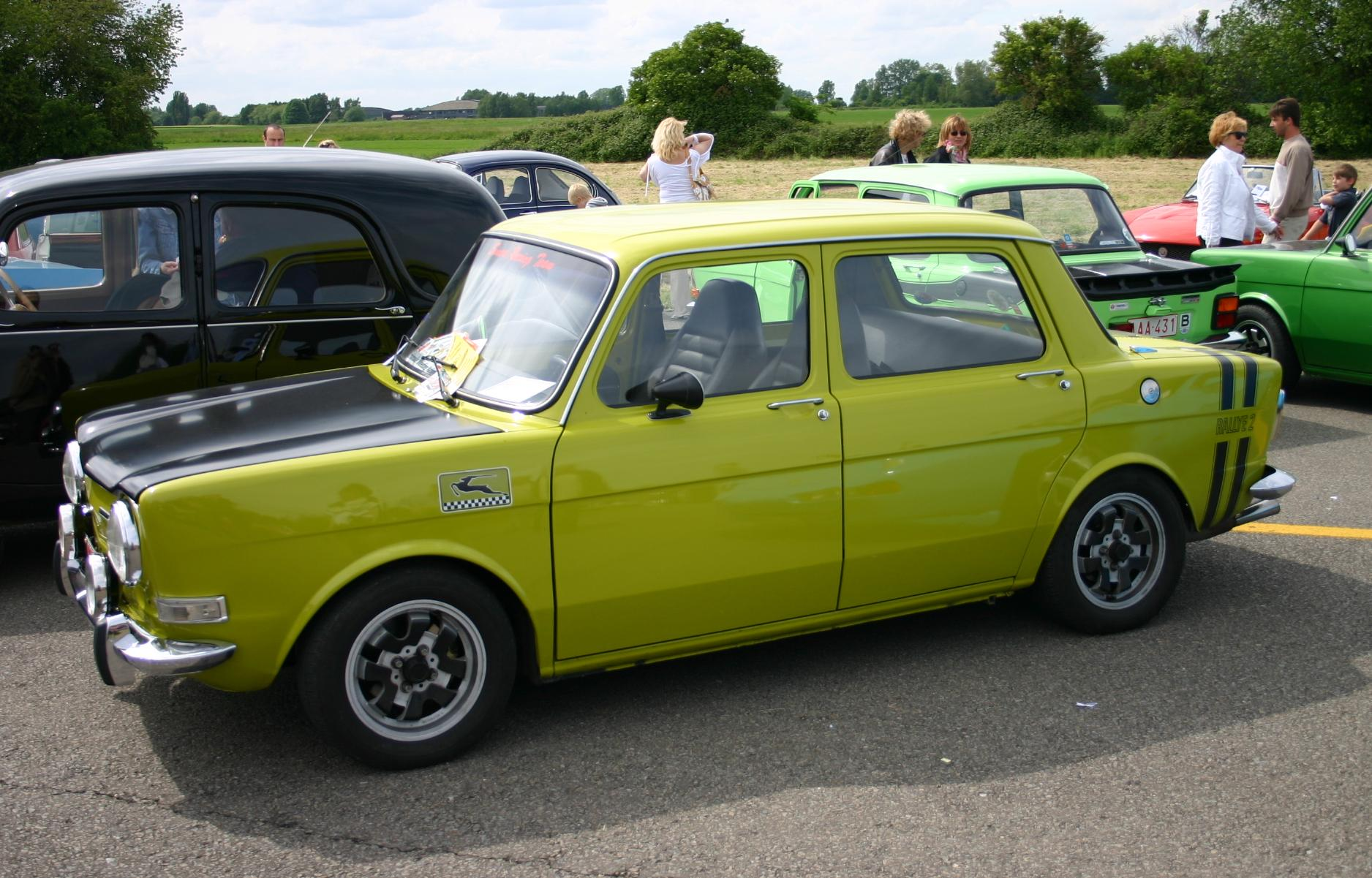
Simca 1000; rallye-2 versie

De Simca 1000 is een automodel van de Franse fabrikant Simca, dat geproduceerd werd van 1961 tot en met 1978. Het is een kleine, bescheiden stadsauto, maar er zijn ook rally-versies geproduceerd, waarmee in competitieverband aan grote rally's deelgenomen werd en ook aan nationale en internationale races op circuits. De Nederlandse coureur Jan Lammers begon zijn loopbaan in een Simca 1000 Rallye 2. Rob Slotemaker had een anti-slipschool op Circuit Zandvoort waarbij met Simca 1000's werd gereden.
De hoekige Simca 1000 is de opvolger van de Simca Aronde. Het ontwerpbureau van Fiat werkte mee aan het ontwerp. De Fiat-verwantschap is zichtbaar in de gelijkenis met de Fiat 850. Gedurende de productiejaren is de 1000 in een drietal varianten gemaakt. Deze zijn met name makkelijk herkenbaar aan de grootte en vorm van de verlichting. De eerste versie heeft kleine ronde achterlichten. De koplampen van versie twee (vanaf modeljaar 1968) zijn aanmerkelijk groter (in feite gelijk aan de exportversie naar VS/Canada, Simca 1118) en deze generatie heeft tevens grotere, vierkante achterlichten. Versie 2 is ook herkenbaar aan het Chrysler pentastar logo dat de Simca-zwaluw verving, omdat Chrysler in dat jaar Simca geheel inlijfde. In de laatst geproduceerde versie, vanaf 1977, zijn de koplampen ten slotte rechthoekig en vanaf dan heet het model Simca 1005 of 1006 (in overeenstemming met de rest van de Simca-modellen, waarbij de laatste twee cijfers de fiscale pk's aanduidden).
Van 1962 tot 1965 werd het basismodel met het lichtste motortype verkocht onder de typenaam "900". Dit type is het gemakkelijkst te herkennen aan het ontbreken van de rubberblokjes op de bumpers en koplampringen in de carrosseriekleur in plaats van verchroomd. Verder had de 900 een achterruit uit plexiglas in plaats van glas.
De Simca 1000 heeft een onafhankelijke wielophanging, en de carrosserie is altijd vierdeurs. Het geringe gewicht van ca. 750 kg, en de plaatsing van de viercilinder, variërend in inhoud van 944 tot 1294 cm³ motor achterin, maken de Simca 1000 erg gevoelig voor zijwind. 
De Simca 1000 is naast met een volledige gesynchroniseerde vier versnellingsbak ook, uitsluitend in combinatie met een 944 cm³ motor, geleverd met een semiautomatische (wel schakelen, niet koppelen) Ferodo drieversnellingsbak.
De Simca 1000 is niet opgevolgd door een vergelijkbaar model. Enkele jaren later verscheen de Talbot Samba op de markt, die feitelijk een afgeleide was van de Peugeot 104Z.